# Бондю, Ален
Ален Бондю (фр. Alain Bondue, род. 8 апреля 1959 в Рубе, Франция) — французский профессиональный трековый и шоссейный велогонщик. Серебряный призёр  Летних Олимпийских игр 1980 года, двукратный чемпион мира и многократный чемпион Франции в индивидуальной гонке преследования на 4000 м.